# Agrisius strigibasis
Asura strigibasis là một loài bướm đêm thuộc phân họ Arctiinae, họ Erebidae.